# Geeta Bali
Harikirtan Kaur, nota a tutti come Geeta Bali o anche Miss Haridarshan (Amritsar, 1º gennaio 1930 – 21 gennaio 1965), è stata un'attrice indiana.
Si tratta di uno dei volti più famosi di Bollywood, considerata una delle stelle più spontanea ed espressive.

## Biografia
Nata nel 1930 nella divisione Punjab nella città di Amritsar in India, come Harkirtan Kaur, si è trasferita con la famiglia a Mumbai quando ha iniziato ad ottenere parti nei film. La sua carriera cinematografica è iniziata all'età di 12 come attrice-bambina nel film The Cobbler ed il suo debutto come protagonista è avvenuto nel 1946 nella pellicola Badnami.
Si è sposata nel 1955 con Shammi Kapoor, imparentandosi dunque con una delle famiglie più importanti del cinema indiano. Era la zia di Yogeeta Bali..
Nonostante sia morta a soli trentacinque anni, a causa della variola vera, la sua filmografia è molto vasta. Nei film veniva accreditata spesso con nomi diversi, tra cui Miss Haridarshan.
Divenne una star negli anni cinquanta, lavorando per conto del futuro cognato Raj Kapoor e del futuro suocero Prithviraj Kapoor nel Bawre Nain. Il suo ultimo film è stato Jab Se Tumko Dekha Hai nel 1963. Ha fatto più di 70 film in una carriera durata 10 anni.
Il suo segretario fu Surinder Kapoor, oggi affermato produttore cinematografico, padre di Boney Kapoor, Anil Kapoor e Sanjay Kapoor.
Ha ricevuto due nomination per il premio Filmfare come miglior attrice, una per il ruolo di Kamla nel film "Vachan" (1955) e un'altra per il ruolo della protagonista Basanti in "Kavi" (1955).

## Filmografia parziale
- Badnami, regia di Majnu (1946)
- Jalsa , regia di Kamlakar (1948)
- Sohag Raat, regia di Kidar Nath Sharma (1948)
- Nai Reet, regia di S.K. Ojha (1948)
- Neki Aur Badi, regia di Kidar Nath Sharma (1949)
- Girls' School, regia di Amiya Chakrabarty (1949)
- Dulari, regia di Abdul Rashid Kardar (1949)
- Bholi, regia di Ram Daryani (1949)
- Bari Behen, regia di D.D. Kashyap (1949)
- Bansaria, regia di Ram Narayan Dave (1949)
- Balo, regia di Kuldeep (1950)
- Shadi Ki Raat, regia di Yeshwant Pethkar (1950)
- Nishana, regia di Wajahat Mirza (1950)
- Bhai Bahen, regia di Ram Daryani (1950)
- Johari, regia di Niranjan (1951)
- Ghayal, regia di Ramchandra Thakur (1951)
- Baazi, regia di Guru Dutt (1951)
- Albela, regia di Master Bhagwan (1951)
- Anand Math, regia di Hemen Gupta (1952)
- Zalzala, regia di Paul Zils (1952)
- Usha Kiron, regia di Jawaid Hussain, Mazhar Khan (1952)
- Raag Rang, regia di Digvijay (1952)
- Neelam Pari, regia di Dhirubhai Desai (1952)
- Jalpari, regia di Mohan Sinha (1952)
- Jaal, regia di Guru Dutt (1952)
- Betaab, regia di Harbans (1952)
- Naya Ghar, regia di D.D. Kashyap (1953)
- Naina, regia di Ravindra Dave (1953)
- Jhamela, regia di Master Bhagwan (1953)
- Gunah, regia di Kidar Nath Sharma (1953)
- Firdaus, regia di H. Ahluwalia, Vasant Joglekar (1953)
- Bahu Beti, regia di C.L. Dheer (1953)
- Baaz, regia di Guru Dutt (1953)
- Suhagan, regia di Anant Mane (1954)
- Kavi, regia di Debaki Bose (1954)
- 'Ferry' , regia di Hemen Gupta (1954)
- Vachan, regia di Raj Rishi (1955)
- Jawab, regia di Ismail Memon (1955)
- Miss Coca Cola, regia di Kedar Kapoor (1955)
- Milap, regia di Raj Khosla (1955)
- Dev Anand in Goa (Alias Farar), regia di Phani Majumdar (1955)
- Bara-Dari, regia di K. Amarnath (1955)
- Pocket Maar, regia di Harnam Singh Rawail (1956)
- Inspector, regia di Shakti Samanta (1956)
- Do Mastane, regia di Tara Harish (1958)
- Ten O'Clock, regia di Jugal Kishore (1958)
- Mujrim, regia di O.P. Ralhan (1958)
- Jailor, regia di Sohrab Modi (1958)
- Aji Bas Shukriya, regia di Mohammed Hussain (1958)
- Nai Raahen, regia di Brij (1959)
- Mohar, regia di P. Jairaj (1959)
- C.I.D. Girl, regia di Ravindra Dave (1959)
- Bade Ghar Ki Bahu, regia di Kundan Kumar (1960)
- Sapne Suhane, regia di Kedar Kapoor (1961)
- Mr. India, regia di G.P. Sippy (1961)
- Jab Se Tumhe Dekha Hai, regia di Kedar Kapoor (1963)